# Van Dale Groot woordenboek van de Nederlandse taal
Le Van Dale Groot woordenboek van de Nederlandse taal (« Le grand dictionnaire Van Dale de langue néerlandaise »), aussi connu sous les surnoms Dikke Van Dale (« Gros Van Dale »), Grote Van Dale (« Grand Van Dale ») ou tout simplement Van Dale, demeure le dictionnaire explicatif de langue néerlandaise le plus connu. Il est édité par la société Van Dale Lexicografie. L'édition la plus récente, la quatorzième, est parue en 2005.

## Histoire
Le Dikke Van Dale tire son nom de Johan Hendrik van Dale qui révisa le Nieuw woordenboek der Nederlandsche taal d'Isaac Marcus et Nathan Salomon Calisch de 1864 pour élaborer son propre dictionnaire. Van Dale a entre autres appliqué l'orthographe de Matthias de Vries et de Lammert Allard te Winkel qui ont créé en 1863 les bases de l'orthographe actuelle du néerlandais. Van Dale est décédé de la variole au moment où les premières livraisons du dictionnaire sont parues. L'édition a alors été achevée par son disciple Jan Manhave.
Les rédacteurs de la première édition du Van Dale l'ont basée sur la partie néerlandais-français du Nieuw Fransch-Nederduitsch en Nederduitsch-Fransch Woordenboek de Simon van Moock, paru entre 1843 et 1846.
L'explication de la dénomination De Dikke Van Dale tombe sous le sens : les deux premières éditions comprenaient environ 1 400 pages, la troisième édition de 1884, largement étoffée, en compte 1 756. Ce dictionnaire a représenté au côté de la Bible, l'un des livres les plus volumineux se trouvant dans la bibliothèque du Néerlandais moyen. L'épaisseur du dictionnaire a depuis lors encore augmenté : la quatorzième et dernière édition de 2005 contient environ 4 500 pages, réparties sur trois tomes (plus un CD-Rom).

## Contenu
Le Dikke Van Dale actuel décrit, selon ses propres dires, le néerlandais contemporain, avec une rétrospective sur les 150 années passées. À ce titre, le dictionnaire mentionne aussi les mots et les expressions qui ont entre-temps vieilli. Les significations des mots sont données dans l'ordre chronologique de leur apparition : la signification qui est mentionnée en premier définit donc la plus ancienne, pas la plus courante.
Dans la préface de la dixième édition de 1976, le rédacteur en chef de l'époque, Cornelis Kruyskamp, a écrit ce qui suit au sujet de l'autorité du Van Dale :
« L'utilisateur doit déterminer lui-même son point de vue, et son point de départ ne doit pas être : Cela se trouve dans le Van Dale, donc c'est comme ça, car c'est l'inverse qui est plutôt vrai : Parce que c'est comme ça (à la meilleure connaissance des auteurs), cela se trouve (ainsi) dans le Van Dale. »
Dans les dernières éditions, on peut trouver également entre autres les noms de domaine nationaux, les codes ISO et certains autres codes, les unités monétaires et les langues les plus importantes du monde ainsi les pays indépendants et les mots qui en dérivent.

## Éditions
| Édition | Année | Rédacteur(s) en chef                                           | Détails |
| ------- | ----- | -------------------------------------------------------------- | --- |
| 1re éd. | 1864  | I. M. Calisch et N. S. Calisch                                 | Nieuw woordenboek der Nederlandsche taal ; un seul tome. |
| 2e éd.  | 1872  | J. H. van Dale                                                 | |
| 3e éd.  | 1884  | J. Manhave                                                     | |
| 4e éd.  | 1898  | H. Kuiper jr., A. Opprel et P. J. van Malssen jr.              | Nouveau titre : Van Dale's Groot woordenboek der Nederlandsche taal. |
| 5e éd.  | 1914  | P. J. van Malssen jr                                           | |
| 6e éd.  | 1924  | P. J. van Malssen jr                                           | |
| 7e éd.  | 1950  | C. Kruyskamp et F. de Tollenaere                               | Édition revue complètement ; la première dans laquelle l'accentuation est indiquée |
| 8e éd.  | 1961  | C. Kruyskamp                                                   | Complétée en 1970 avec un supplément |
| 9e éd.  | 1970  | C. Kruyskamp                                                   | Pour la première fois en deux tomes (A-N, O-Z) |
| 10e éd. | 1976  | C. Kruyskamp                                                   | |
| 11e éd. | 1984  | G. Geerts et H. Heestermans en collaboration avec C. Kruyskamp | Pour la première fois en trois tomes (A-I, J-R, S-Z) |
| 12e éd. | 1992  | G. Geerts et H. Heestermans                                    | Rééditée en 1995 selon la nouvelle orthographe |
| 13e éd. | 1999  | G. Geerts et C. A. den Boon                                    | Parue aussi en version CD-Rom, son rédacteur en chef étant D. Geeraerts. |
| 14e éd. | 2005  | C. A. den Boon et D. Geeraerts                                 | La révision orthographique de 2005 est appliquée et pour cette raison, cette édition porte un cachet du Taalunie ; édition revue à fond : 9 000 nouveaux mots, des centaines d'allusions et de nouvelles significations des mots existants ; avec CD-Rom. Adaptation du titre : Van Dale Groot woordenboek van de Nederlandse taal. |

## Sources
- (nl) Cet article est partiellement ou en totalité issu de l’article de Wikipédia en néerlandais intitulé « Van Dale Groot woordenboek van de Nederlandse taal » (voir la liste des auteurs).
- (nl) Dr. P. G. J. van Sterkenburg, Johan Hendriks van Dale en zijn opvolgers, Van Dale Lexicografie, Utrecht/Antwerpen, 1983.
- (nl) Geschiedenis van de Dikke Van Dale
- (nl) Ewoud Sanders, Johan Hendrik Van Dale (1828-1872) : Maker van een half woordenboek.